# Dos tratados sobre el gobierno civil

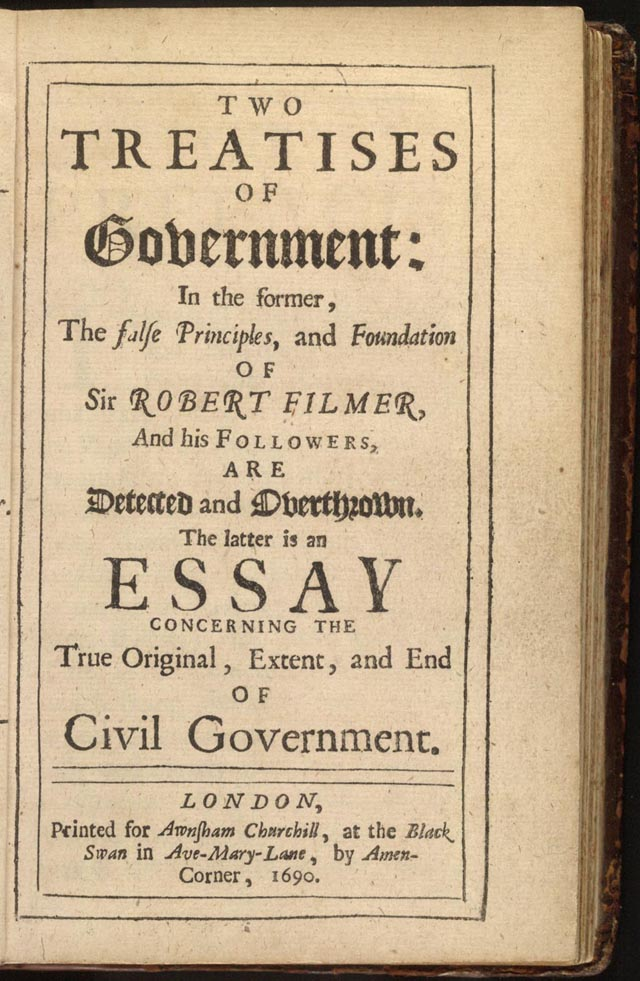
Carátula de la primera edición.

Los Dos tratados sobre el gobierno civil son una obra de filosofía política publicada anónimamente en 1690 por John Locke. El primer tratado es un ataque al patriarcalismo, concretamente dirigido a Robert Filmer y sus seguidores. El segundo introduce una teoría del gobierno civil, de la sociedad política civil basada en los derechos naturales y en el contrato social. No se debe confundir con su obra de título similar Ensayos sobre el gobierno civil escritos años antes (en 1660) pero no publicados, y que tienen un enfoque especialmente conservador muy distinto al que ofrece en su obra cumbre  Dos tratados sobre gobierno civil.

## Primer tratado
Es una larga y elaborada refutación de la teoría del derecho divino de los reyes, tal y como fue concebida por Robert Filmer en su Patriarca.

## Segundo Tratado
En el Segundo Tratado, Locke despliega su teoría del Estado.
Para evitar las luchas por el poder, Locke intenta desterrar la idea del tiranicidio. Considera que un rey constitucional que esté subordinado al poder civil (del Parlamento) es más que suficiente. Para acallar las críticas llegará a decir que "Las demás formas de poder pueden caer también en la tiranía".
John Locke desde un principio es consciente de que uno de los problemas del nuevo sistema va a ser la corrupción política. Para evitarla propone dividir el poder del Estado en:
- Un Poder Legislativo (el principal para Locke).
- Un Poder Ejecutivo
- Un Poder Federativo

La primera ley fundamental del Poder Legislativo es que este es "elegido y nombrado por el pueblo". La soberanía nacional por tanto queda en manos de este Poder Legislativo, elegido por el pueblo, y se traducirá en "el poder de legislar" (hacer leyes) y de "elegir al Poder Ejecutivo".
Los capítulos que componen el segundo tratado son:
Capítulo I (único capítulo sin título, interpolado tardíamente por Locke para resumir la principal conclusión del primer tratado)
Capítulo II: Del estado de naturaleza
Capítulo III: Del estado de guerra
Capítulo IV: De la esclavitud
Capítulo V: De la propiedad
Capítulo VI: Del poder paternal
Capítulo VII: De la sociedad política o civil
Capítulo VIII: Del comienzo de las sociedades políticas
Capítulo IX: De los fines de la sociedad política y del gobierno
Capítulo X: De las formas de Estado
Capítulo XI: Del alcance del poder Legislativo
Capítulo XII: De los poderes legislativo, ejecutivo y federativo del Estado
Capítulo XIII: De la subordinación de los poderes del Estado
Capítulo XIV: De la prerrogativa
Capítulo XV: Del poder paternal, político y despótico, considerados juntos
Capítulo XVI: De la conquista
Capítulo XVII: De la usurpación
Capítulo XVIII: De la tiranía
Capítulo XIX: De la disolución del gobierno

## Influencia
En la segunda mitad del siglo XVIII la influencia que ejercieron las obras de John Locke, y en concreto su teoría del Estado, que expone en el Segundo tratado, será decisiva para el pensamiento estadounidense e ilustrado. 
El ejemplo más claro de ello es la proclamación de independencia en las colonias inglesas en América, la redacción de una constitución por hombres como Benjamin Franklin y Thomas Jefferson, y el propio modelo de Estado con su separación de poderes, que, salvo el papel de la figura del rey (circunscrito a la complicada realidad británica), es muy similar a la teoría expuesta por Locke. 
Del otro lado del Canal de la Mancha la influencia también fue decisiva para pensadores como Montesquieu y Voltaire, los que siempre vieron en la obra de John Locke y el sistema político inglés un digno ejemplo a seguir. El propio Rousseau desde una posición claramente contraria a la burguesía también recibió sus influencias.
Gracias a estos tratados se declararon los derechos civiles.